# Moby Kiss
Die Moby Kiss ist eine Fähre der italienischen Moby Lines, die 1975 als Mette Mols in Dienst gestellt wurde. Das Schiff war bis 2012 als Banasa in Fahrt und sollte ursprünglich 2015 im türkischen Aliağa verschrottet werden, wurde stattdessen jedoch von Moby Lines gekauft und für Umbauarbeiten nach Valletta geschleppt. Die Moby Kiss wurde 2016 wieder in Dienst gestellt und wurde anfangs auf der Strecke von Livorno nach Bastia  eingesetzt, inzwischen bedient sie Piombino-Portoferraio.

## Geschichte

### Mette Mols

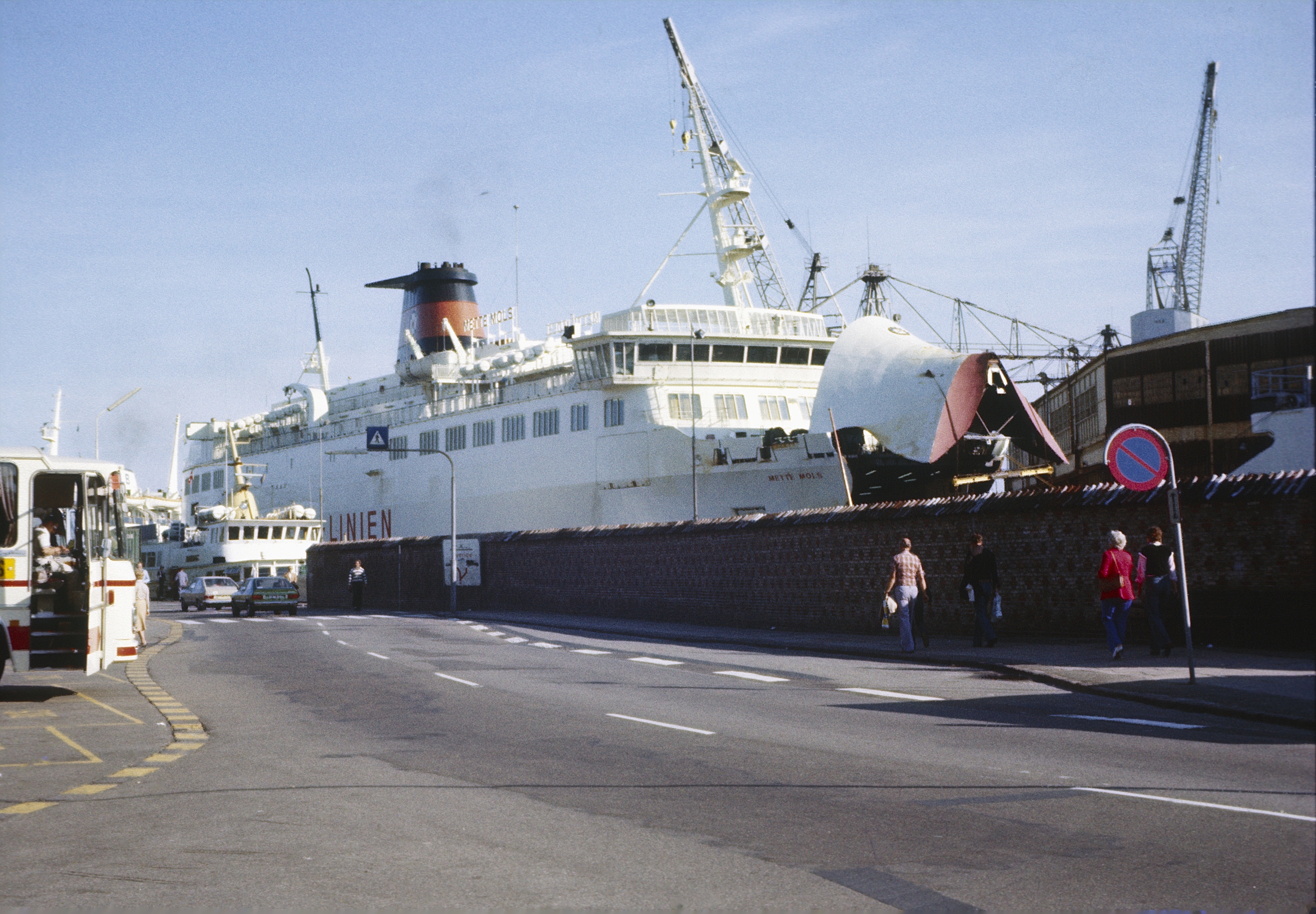
Die Mette Mols in Helsingør, September 1978

Die Mette Mols wurde im Juni 1972 in der Helsingør Skibsværft in Auftrag gegeben und am 13. September 1973 unter der Werftnummer 405 auf Kiel gelegt. Der Stapellauf fand am 26. Juli 1974 statt. Das Schiff wurde im Februar 1975 an die dänische Molslinjen abgeliefert und am 18. März 1975 auf der Strecke von Ebeltoft nach Odden Færgehavn in Dienst gestellt.
Die ersten Dienstmonate der Mette Mols wurden durch mehrere technische Probleme überschattet: Im Mai 1975 musste das Schiff nach einem Brand im Maschinenraum in Aarhus repariert werden. Im Januar 1976 gab es außerdem eine Explosion im Maschinenraum sowie einen erneuten Brand im Februar. 1985 wurde die Mette Mols umgebaut, nachdem der Besitz im selben Jahr an die J. Lauritzen A/S in Kopenhagen wechselte. Betreiber war weiterhin die Molslinjen.

### Mette Mo
Ab März 1996 war das Schiff unter dem Namen Mette Mo in Fahrt, ehe es im Juli 1996 ausgemustert und im dänischen Grenaa aufgelegt wurde.

### Banassa/Banasa
Neuer Eigner wurde im November 1996 die in Marokko ansässige Reederei Comarit, die das Schiff in Banassa umbenannten. Noch im selben Monat wurde der Name jedoch in Banasa abgeändert. Die Banasa wurde fortan auf der Strecke von Tanger nach Algeciras eingesetzt.
Im Mai 2003 fiel das Schiff wegen eines Maschinenschadens aus. Es wurde daher in Frederikshavn und Hamburg komplett modernisiert und mit einer neuen Maschinenanlage ausgestattet. Im Mai 2004 kehrte die Banasa nach genau einem Jahr wieder in den Dienst zurück.
Im Mai 2012 wurde das Schiff in Algeciras aufgelegt, nachdem Comarit Insolvenz anmelden musste. Die Banasa blieb dort mehr als drei Jahre, ehe sie im August 2015 zum Verschrotten in die Türkei verkauft wurde. Am 21. August traf das Schiff in Aliağa ein und wurde dort bereits zum Verschrotten an Land gezogen. Erwerber war die Abwrackwerft Ersay Ship Recycling.

### Galaxy
Im November 2015 wurde es zur weiteren Nutzung verkauft. Die Banasa wurde daher wieder vom Strand gezogen und nach Perama geschleppt, wo sie den Namen Galaxy erhielt.

### Moby Kiss
Im Dezember wurde das nun in Moby Kiss umbenannte Schiff an die italienische Moby Lines verkauft und zur Modernisierung nach Valletta geschleppt, wo es umgebaut wurde. Es wird mittlerweile regelmäßig auf der Strecke von Livorno nach Bastia eingesetzt.
2017 erhielt das Schiff neue Wärtsilä-Dieselgeneratoren.